# Cantonul Sousceyrac
Cantonul Sousceyrac este un canton din arondismentul Figeac, departamentul Lot, regiunea Midi-Pyrénées, Franța.

## Comune
| Comune         | Populație (1999) | Cod poștal | Cod INSEE |
| -------------- | ---------------- | ---------- | --------- |
| Calviac        | 202              | 46190      | 46048     |
| Comiac         | 252              | 46190      | 46071     |
| Lacam-d'Ourcet | 116              | 46190      | 46141     |
| Lamativie      | 83               | 46190      | 46150     |
| Sousceyrac     | 988              | 46190      | 46311     |